# Carlos Mäder
Carlos Mäder (* 23. Oktober 1978 in Cape Coast als Kojo Benya Brown) ist ein ghanaisch-schweizerischer Skirennläufer, der sich auf die Disziplinen Slalom und Riesenslalom spezialisiert hat.

## Leben und Karriere
Mäder wurde 1978 unter dem Namen Kojo Benya Brown als Sohn eines US-Amerikaners und einer Ghanaerin in der ghanaischen Hafenstadt Cape Coast geboren und mit acht Monaten von einem Schweizer Ehepaar adoptiert. In Giswil im Schweizer Kanton Obwalden aufgewachsen, erlernte er im Alter von drei Jahren auf der örtlichen Mörlialp das Skifahren. Er schloss sich dem Skiclub Giswil-Mörlialp an und gehörte später dem Kader des Vereins an. In seiner Jugend spielte Mäder Fussball beim FC Luzern und wurde in eine Regionalauswahl berufen. Nach der Berufsmatura studierte er Betriebsökonomie sowie Marketing & Communications; derzeit (2018) wohnt er in Luzern und arbeitet als freier Mitarbeiter im Bereich Multimedia und Marketing.
Im Sommer 2017 beschloss Mäder, für Ghana bei den Olympischen Winterspielen 2018 an den Start zu gehen. Um eine Teilnahme zu ermöglichen, sammelte er mittels Crowdfunding Geld und fand in den Unternehmen Nordica, uvex und Leki Lenhart Sponsoren für das Vorhaben. Teile der Einnahmen flossen an die Hilfsorganisation Hope for Ghana. Über den internationalen Skiverband Fédération Internationale de Ski (FIS) erhielt Mäder zudem Kontakt zu Kwame Nkrumah-Acheampong, dem ersten und bis dato einzigen professionellen Skirennläufer Ghanas und Präsidenten der Ghana Ski Association. Am 8. Oktober 2017 wurde Mäder ein ghanaischer Pass ausgestellt, im November erfolgte die offizielle Registrierung bei der FIS.
Um die für die Olympiaqualifikation notwendigen FIS-Punkte zu sammeln, nahm er am 9. Dezember 2017 im Südtiroler Pfelders erstmals an einem FIS-Rennen im Riesenslalom teil und belegte dort den 46. und letzten Platz. Bis zum 17. Januar 2018 folgten weitere Teilnahmen an Slalom- und Riesenslalom-Wettbewerben in Bosnien und Herzegowina, der Türkei, der Schweiz, Slowenien, Bulgarien und dem Iran; trotz einem zehnten Platz beim Slalom im iranischen Darbandsar reichte es aufgrund zahlreicher abgesagter Rennen nicht für die angestrebte Qualifikation zu den Olympischen Spielen.
Nach weiteren FIS-Rennen im Januar und Februar 2019 erreichte Mäder die Qualifikation für die Alpinen Skiweltmeisterschaften 2019 im schwedischen Åre. Am 14. Februar 2019 nahm er dort am Qualifikationsrennen für den Riesenslalom teil und belegte den 93. Rang; dabei liess er fünfzehn Konkurrenten hinter sich, darunter Hubertus von Hohenlohe (Mexiko) und Jean-Pierre Roy (Haiti). Für eine Teilnahme am WM-Rennen reichte dies nicht aus, Mäder kam in der Endabrechnung auf den 106. Rang. Am 16. Februar folgte die Teilnahme am Qualifikationsrennen im Slalom, das er auf dem 75. Platz beendete. Damit verpasste er auch hier die Qualifikation für den finalen Wettbewerb und belegte im Endklassement den 80. Platz.
2022 nahm Mäder an den Olympischen Winterspielen in Peking teil, wobei er jedoch bereits im ersten Durchgang ausschied.

## Sportliche Bilanz

### Olympische Winterspiele
- Peking 2022: DNF Riesenslalom

### Weltmeisterschaften
- Åre 2019: 80. Slalom, 106. Riesenslalom
- Courchevel 2023: 55. Riesenslalom

### Weitere Erfolge
- Eine Platzierung unter den besten 15 bei einem FIS-Rennen
- Ghanaischer Meister im Riesenslalom (2025)